# Dale Peck
Dale Peck (ur. w 1967 w Nowym Jorku) – powieściopisarz amerykański.
Peck był wychowywany w Kansas i studiował na Drew University w New Jersey. Ukończył studia w 1989. W 1995 otrzymał grant Guggenheim Fellowship. Obecnie uczy kreatywności twórczej w The New School w Nowym Jorku.
Polskie edycje jego książek dla dzieci, w tłumaczeniu Maciejki Mazan, wydała oficyna Egmont Polska.

## Utwory
- Martin and John (1993)
- The Law of Enclosures (1996)
- Now It's Time to Say Goodbye (1999)
- What We Lost (2004)
- Hatchet Jobs (2004)
- The Garden of Lost and Found
- Body Surfing (2009)

### Utwory dla dzieci
- Dryfujący Dom (Drift House: The First Voyage 2005)
- Zaginione miasta. Wyprawa po Morzu Czasu (The Lost Cities: A Drift House Voyage 2007)
- Sprout, or, My Salad Days, When I Was Green in Judgement (2009)

## Nagrody
- Nagroda Literacka Lambdy 2010 za Sprout[1]